# Serie A2 2024-2025 (pallavolo femminile)
La Serie A2 2024-2025, 48ª edizione della seconda serie del campionato di pallavolo femminile, si è svolta dal 6 ottobre 2024 al 23 aprile 2025: al torneo hanno partecipato venti squadre di club italiane.

## Regolamento

### Formula
Le venti squadre, suddivise in due gironi, hanno disputato un girone all'italiana, con gare di andata e ritorno, per un totale di diciotto giornate; al termine della regular season:
- Le prime cinque classificate di ogni girone hanno disputato la pool promozione, strutturata con un girone all'italiana con gare di andata e ritorno, dove le squadre hanno incontrato le formazioni non incontrate nella regular season, per un totale di ulteriori dieci giornate, mantenendo tutti i punti conseguiti nella regular season: la prima classificata è stata promossa in Serie A1.
- Le squadre classificate dal secondo al quinto posto della pool promozione hanno disputato i play-off promozione, con semifinali e finale giocati al meglio di due vittorie su tre gare, con gara-1 ed eventuale spareggio in casa della migliore classificata: la vincitrice è stata promossa in Serie A1.
- Le squadre classificate dal sesto al decimo posto di ciascun girone hanno acceduto alla pool salvezza, strutturata con un girone all'italiana con gare di andata e ritorno, dove le squadre hanno sfidato solamente le formazioni non incontrate nella regular season per un totale di ulteriori dieci giornate, mantenendo tutti i punti in classifica ottenuti negli incontri già disputati nella prima fase. Le ultime quattro classificate sono retrocesse in Serie B1[1].

### Criteri di classifica
Se il risultato finale è stato di 3-0 o 3-1 sono stati assegnati 3 punti alla squadra vincente e 0 a quella sconfitta, se il risultato finale è stato di 3-2 sono stati assegnati 2 punti alla squadra vincente e 1 a quella sconfitta.
L'ordine del posizionamento in classifica è stato definito in base a:
- Punti;
- Numero di partite vinte;
- Ratio dei set vinti/persi;
- Ratio dei punti realizzati/subiti.

## Squadre partecipanti
Le squadre retrocesse dalla Serie A1 sono state la Cuneo Granda e la Trentino, mentre quelle promosse dalla Serie B1 sono state Altino, Castelfranco, CLAI Imola, Concorezzo e FoCoL Legnano.
Tra le squadre aventi diritto:
- la Cuneo Granda ha ceduto il titolo alla Vallecamonica Sebino[2];
- la FoCoL Legnano ha ceduto il titolo al Casalmaggiore[3];
- il Montecchio Maggiore ha ceduto il titolo alla Fratte[4];

### Girone A
| Club                 | Stagione | Città                     | Impianto               | Stagione precedente                                                           |
| -------------------- | -------- | ------------------------- | ---------------------- | ----------------------------------------------------------------------------- |
| Adolfo Consolini     | dettagli | San Giovanni in Marignano | Palazzetto dello Sport | 4ª in Serie A2 (girone B); 9ª pool promozione                                 |
| Casalmaggiore        | dettagli | Casalmaggiore             | PalaRadi               | 9ª in Serie A1                                                                |
| Castelfranco         | dettagli | Castelfranco di Sotto     | PalaParenti            | 1ª in Serie B1 (girone D); 1ª play-off promozione (girone D)                  |
| CLAI Imola           | dettagli | Imola                     | PalaRuggi              | 1ª in Serie B1 (girone C); 1ª play-off promozione (girone C)                  |
| Helvia Recina        | dettagli | Macerata                  | PalaFontescodella      | 1ª in Serie A2 (girone B); 5ª pool promozione; semifinali play-off promozione |
| Lecco Picco          | dettagli | Lecco                     | PalaBione              | 6ª in Serie A2 (girone B); 3ª pool salvezza                                   |
| Millenium Brescia    | dettagli | Brescia                   | PalaGeorge             | 6ª in Serie A2 (girone A); 2ª pool salvezza                                   |
| Mondovì              | dettagli | Mondovì                   | PalaManera             | 5ª in Serie A2 (girone B); 8ª pool promozione                                 |
| Sant'Anna            | dettagli | Messina                   | PalaRescifina          | 3ª in Serie A2 (girone A); 3ª pool promozione; semifinali play-off promozione |
| Vallecamonica Sebino | dettagli | Costa Volpino             | Pala CBL               | 10ª in Serie A2 (girone B); 8ª pool salvezza                                  |

### Girone B
| Club           | Stagione | Città                   | Impianto                            | Stagione precedente                                                       |
| -------------- | -------- | ----------------------- | ----------------------------------- | ------------------------------------------------------------------------- |
| Alba           | dettagli | Albese con Cassano      | Pala Francescucci                   | 5ª in Serie A2 (girone A); 6ª pool promozione                             |
| Altino         | dettagli | Altino                  | Palazzetto dello Sport              | 1ª in Serie B1 (girone E); 1ª play-off promozione (girone E)              |
| Concorezzo     | dettagli | Concorezzo              | Palazzetto dello Sport              | 1ª in Serie B1 (girone A); 1ª play-off promozione (girone A)              |
| Esperia        | dettagli | Cremona                 | PalaRadi                            | 2ª in Serie A2 (girone B); 7ª pool promozione                             |
| Fratte         | dettagli | Santa Giustina in Colle | Palazzetto dello Sport              | 9ª in Serie A2 (girone A); 9ª pool salvezza                               |
| Futura Giovani | dettagli | Busto Arsizio           | PalaBorsani                         | 2ª in Serie A2 (girone A); 2ª pool promozione; finale play-off promozione |
| Hermaea        | dettagli | Olbia                   | Geopalace                           | 9ª in Serie A2 (girone B); 4ª pool salvezza                               |
| Melendugno     | dettagli | Melendugno              | Palasport San Giuseppe da Copertino | 7ª in Serie A2 (girone B); 5ª pool salvezza                               |
| Offanengo      | dettagli | Offanengo               | PalaCoim                            | 6ª in Serie A2 (girone B); 1ª pool salvezza                               |
| Trentino       | dettagli | Trento                  | Sanbàpolis                          | 14ª in Serie A1                                                           |

## Torneo

### Regular season

#### Girone A

##### Risultati
| Prima giornata |                                         |     |                            |
|                |                                         |     |                            |
| 06-10          | Sant'Anna - CLAI Imola                  | 3-1 | 28-26, 25-19, 21-25, 25-15 |
| 06-10          | Mondovì - Millenium Brescia             | 0-3 | 23-25, 16-25, 20-25        |
| 06-10          | Lecco Picco - Castelfranco              | 3-0 | 25-20, 25-15, 25-22        |
| 06-10          | Adolfo Consolini - Vallecamonica Sebino | 3-0 | 25-18, 25-18, 25-20        |
| 05-10          | Casalmaggiore - Helvia Recina           | 0-3 | 14-25, 19-25, 14-25        |

| Seconda giornata |                                  |     |                                   |
|                  |                                  |     |                                   |
| 13-10            | Vallecamonica Sebino - Sant'Anna | 2-3 | 25-23, 24-26, 25-22, 21-25, 9-15  |
| 13-10            | Helvia Recina - Mondovì          | 3-0 | 25-14, 25-17, 25-21               |
| 13-10            | Millenium Brescia - Lecco Picco  | 3-0 | 25-20, 25-17, 25-20               |
| 13-10            | CLAI Imola - Adolfo Consolini    | 0-3 | 17-25, 18-25, 12-25               |
| 13-10            | Castelfranco - Casalmaggiore     | 3-2 | 25-19, 25-21, 23-25, 18-25, 22-20 |

| Terza giornata |                                   |     |                            |
|                |                                   |     |                            |
| 20-10          | Sant'Anna - Millenium Brescia     | 3-0 | 25-13, 25-22, 25-21        |
| 19-10          | Casalmaggiore - Mondovì           | 3-1 | 25-19, 28-30, 25-21, 25-19 |
| 20-10          | Lecco Picco - Helvia Recina       | 0-3 | 20-25, 25-27, 19-25        |
| 20-10          | Adolfo Consolini - Castelfranco   | 3-1 | 19-25, 25-16, 25-20, 27-25 |
| 20-10          | Vallecamonica Sebino - CLAI Imola | 0-3 | 22-25, 19-25, 19-25        |

| Quarta giornata |                                          |     |                            |
|                 |                                          |     |                            |
| 27-10           | Castelfranco - Sant'Anna                 | 1-3 | 17-25, 22-25, 25-22, 23-25 |
| 27-10           | Mondovì - Lecco Picco                    | 0-3 | 24-26, 25-27, 22-25        |
| 27-10           | Millenium Brescia - Vallecamonica Sebino | 3-1 | 11-25, 33-31, 25-19, 25-18 |
| 27-10           | Helvia Recina - Adolfo Consolini         | 1-3 | 22-25, 22-25, 25-19, 22-25 |
| 27-10           | CLAI Imola - Casalmaggiore               | 3-0 | 25-16, 25-22, 25-15        |

| Quinta giornata |                                     |     |                                   |
|                 |                                     |     |                                   |
| 03-11           | Sant'Anna - Helvia Recina           | 3-1 | 25-23, 17-25, 25-15, 25-14        |
| 03-11           | Adolfo Consolini - Mondovì          | 3-0 | 25-17, 25-19, 25-13               |
| 03-11           | Millenium Brescia - CLAI Imola      | 3-1 | 25-20, 25-22, 26-28, 25-19        |
| 03-11           | Lecco Picco - Casalmaggiore         | 1-3 | 25-17, 22-25, 18-25, 11-25        |
| 03-11           | Vallecamonica Sebino - Castelfranco | 2-3 | 25-18, 25-14, 18-25, 11-25, 15-17 |

| Sesta giornata |                                      |     |                                  |
|                |                                      |     |                                  |
| 10-11          | Mondovì - Sant'Anna                  | 1-3 | 20-25, 25-23, 11-25, 20-25       |
| 09-11          | Helvia Recina - Millenium Brescia    | 3-0 | 25-22, 25-21, 25-21              |
| 10-11          | Lecco Picco - Adolfo Consolini       | 3-1 | 15-25, 25-21, 25-22, 25-23       |
| 10-11          | Castelfranco - CLAI Imola            | 1-3 | 25-19, 16-25, 18-25, 23-25       |
| 09-11          | Casalmaggiore - Vallecamonica Sebino | 3-2 | 19-25, 25-15, 25-22, 17-25, 15-9 |

| Settima giornata |                                  |     |                            |
|                  |                                  |     |                            |
| 17-11            | Sant'Anna - Lecco Picco          | 3-0 | 25-20, 25-14, 25-15        |
| 17-11            | Vallecamonica Sebino - Mondovì   | 3-1 | 25-19, 18-25, 25-18, 25-21 |
| 17-11            | Millenium Brescia - Castelfranco | 3-1 | 25-21, 25-18, 25-27, 25-16 |
| 17-11            | Adolfo Consolini - Casalmaggiore | 3-0 | 25-14, 25-12, 25-11        |
| 17-11            | CLAI Imola - Helvia Recina       | 0-3 | 23-25, 12-25, 18-25        |

| Ottava giornata |                                      |     |                                   |
|                 |                                      |     |                                   |
| 24-11           | Sant'Anna - Casalmaggiore            | 3-0 | 25-17, 25-19, 25-19               |
| 24-11           | Mondovì - CLAI Imola                 | 3-2 | 25-21, 20-25, 25-14, 22-25, 15-13 |
| 24-11           | Millenium Brescia - Adolfo Consolini | 1-3 | 25-22, 22-25, 16-25, 20-25        |
| 24-11           | Lecco Picco - Vallecamonica Sebino   | 2-3 | 14-25, 25-22, 25-20, 11-25, 10-15 |
| 24-11           | Helvia Recina - Castelfranco         | 3-1 | 22-25, 25-15, 25-15, 25-15        |

| Nona giornata |                                      |     |                            |
|               |                                      |     |                            |
| 01-12         | Adolfo Consolini - Sant'Anna         | 3-1 | 25-22, 25-18, 23-25, 25-16 |
| 01-12         | Castelfranco - Mondovì               | 3-1 | 25-14, 25-21, 21-25, 25-21 |
| 13-11         | Casalmaggiore - Millenium Brescia    | 0-3 | 17-25, 11-25, 17-25        |
| 29-11         | CLAI Imola - Lecco Picco             | 3-0 | 25-20, 25-18, 25-15        |
| 01-12         | Vallecamonica Sebino - Helvia Recina | 3-1 | 25-22, 16-25, 26-24, 26-24 |

| Decima giornata |                                         |     |                                   |
|                 |                                         |     |                                   |
| 08-12           | CLAI Imola - Sant'Anna                  | 1-3 | 25-17, 15-25, 22-25, 13-25        |
| 08-12           | Millenium Brescia - Mondovì             | 3-0 | 25-15, 25-17, 25-19               |
| 08-12           | Castelfranco - Lecco Picco              | 3-0 | 25-23, 25-23, 25-9                |
| 08-12           | Vallecamonica Sebino - Adolfo Consolini | 3-2 | 17-25, 25-16, 26-28, 25-20, 16-14 |
| 08-12           | Helvia Recina - Casalmaggiore           | 3-0 | 25-13, 25-17, 26-24               |

| Undicesima giornata |                                  |     |                                   |
|                     |                                  |     |                                   |
| 15-12               | Sant'Anna - Vallecamonica Sebino | 3-2 | 22-25, 25-27, 25-17, 25-21, 15-12 |
| 14-12               | Mondovì - Helvia Recina          | 0-3 | 14-25, 14-25, 15-25               |
| 15-12               | Lecco Picco - Millenium Brescia  | 1-3 | 22-25, 16-25, 25-21, 21-25        |
| 15-12               | Adolfo Consolini - CLAI Imola    | 3-0 | 25-22, 25-20, 25-22               |
| 14-12               | Casalmaggiore - Castelfranco     | 1-3 | 26-24, 22-25, 19-25, 25-27        |

| Dodicesima giornata |                                   |     |                                  |
|                     |                                   |     |                                  |
| 22-12               | Millenium Brescia - Sant'Anna     | 2-3 | 17-25, 25-23, 25-21, 18-25, 9-15 |
| 22-12               | Mondovì - Casalmaggiore           | 3-0 | 25-19, 25-22, 25-23              |
| 22-12               | Helvia Recina - Lecco Picco       | 3-0 | 25-20, 25-15, 25-19              |
| 22-12               | Castelfranco - Adolfo Consolini   | 0-3 | 13-25, 21-25, 10-25              |
| 22-12               | CLAI Imola - Vallecamonica Sebino | 0-3 | 26-28, 19-25, 23-25              |

| Tredicesima giornata |                                          |     |                                   |
|                      |                                          |     |                                   |
| 11-12                | Sant'Anna - Castelfranco                 | 3-0 | 25-16, 25-20, 25-14               |
| 26-12                | Lecco Picco - Mondovì                    | 3-0 | 25-22, 26-24, 25-21               |
| 26-12                | Vallecamonica Sebino - Millenium Brescia | 3-1 | 31-29, 25-20, 21-25, 25-22        |
| 26-12                | Adolfo Consolini - Helvia Recina         | 3-1 | 26-24, 21-25, 25-20, 25-18        |
| 26-12                | Casalmaggiore - CLAI Imola               | 3-2 | 25-27, 25-17, 25-22, 21-25, 15-11 |

| Quattordicesima giornata |                                     |     |                            |
|                          |                                     |     |                            |
| 05-01                    | Helvia Recina - Sant'Anna           | 3-1 | 19-25, 25-20, 25-22, 25-23 |
| 05-01                    | Mondovì - Adolfo Consolini          | 0-3 | 22-25, 14-25, 20-25        |
| 05-01                    | CLAI Imola - Millenium Brescia      | 3-1 | 18-25, 25-21, 25-19, 25-23 |
| 06-01                    | Casalmaggiore - Lecco Picco         | 3-1 | 25-22, 23-25, 25-23, 27-25 |
| 05-01                    | Castelfranco - Vallecamonica Sebino | 3-0 | 25-22, 25-19, 25-20        |

| Quindicesima giornata |                                      |     |                            |
|                       |                                      |     |                            |
| 12-01                 | Sant'Anna - Mondovì                  | 3-1 | 23-25, 25-14, 25-21, 25-15 |
| 12-01                 | Millenium Brescia - Helvia Recina    | 1-3 | 22-25, 25-20, 12-25, 23-25 |
| 12-01                 | Adolfo Consolini - Lecco Picco       | 3-0 | 25-17, 25-16, 25-21        |
| 12-01                 | CLAI Imola - Castelfranco            | 0-3 | 19-25, 19-25, 31-33        |
| 12-01                 | Vallecamonica Sebino - Casalmaggiore | 3-0 | 25-20, 25-17, 25-23        |

| Sedicesima giornata |                                  |     |                            |
|                     |                                  |     |                            |
| 19-01               | Lecco Picco - Sant'Anna          | 1-3 | 25-22, 10-25, 21-25, 21-25 |
| 19-01               | Mondovì - Vallecamonica Sebino   | 1-3 | 30-32, 17-25, 25-15, 16-25 |
| 19-01               | Castelfranco - Millenium Brescia | 1-3 | 19-25, 26-24, 22-25, 15-25 |
| 18-01               | Casalmaggiore - Adolfo Consolini | 0-3 | 22-25, 16-25, 21-25        |
| 19-01               | Helvia Recina - CLAI Imola       | 3-0 | 25-10, 25-18, 25-14        |

| Diciassettesima giornata |                                      |     |                                   |
|                          |                                      |     |                                   |
| 25-01                    | Casalmaggiore - Sant'Anna            | 2-3 | 26-24, 23-25, 19-25, 25-18, 11-15 |
| 26-01                    | CLAI Imola - Mondovì                 | 0-3 | 26-28, 18-25, 21-25               |
| 26-01                    | Adolfo Consolini - Millenium Brescia | 2-3 | 25-21, 21-25, 25-16, 30-32, 13-15 |
| 26-01                    | Vallecamonica Sebino - Lecco Picco   | 3-0 | 25-13, 25-23, 25-14               |
| 26-01                    | Castelfranco - Helvia Recina         | 0-3 | 20-25, 16-25, 15-25               |

| Diciottesima giornata |                                      |     |                                   |
|                       |                                      |     |                                   |
| 02-02                 | Sant'Anna - Adolfo Consolini         | 2-3 | 22-25, 25-11, 16-25, 25-23, 12-15 |
| 02-02                 | Mondovì - Castelfranco               | 3-0 | 25-21, 25-19, 25-19               |
| 02-02                 | Millenium Brescia - Casalmaggiore    | 3-2 | 25-21, 23-25, 25-22, 30-32, 15-8  |
| 02-02                 | Lecco Picco - CLAI Imola             | 2-3 | 25-17, 21-25, 25-18, 14-25, 20-22 |
| 02-02                 | Helvia Recina - Vallecamonica Sebino | 3-0 | 25-21, 25-22, 25-23               |

##### Classifica
| Pos. | Squadra              | Pt | G  | V  | P  | SV | SP | Ratio | PF    | PS    | Ratio |
| ---- | -------------------- | -- | -- | -- | -- | -- | -- | ----- | ----- | ----- | ----- |
| 1.   | Adolfo Consolini     | 46 | 18 | 15 | 3  | 50 | 16 | 3,125 | 1 564 | 1 302 | 1,201 |
| 2.   | Sant'Anna            | 42 | 18 | 15 | 3  | 49 | 24 | 2,042 | 1 683 | 1 457 | 1,155 |
| 3.   | Helvia Recina        | 42 | 18 | 14 | 4  | 46 | 15 | 3,067 | 1 464 | 1 208 | 1,212 |
| 4.   | Millenium Brescia    | 32 | 18 | 11 | 7  | 39 | 30 | 1,300 | 1 580 | 1 510 | 1,046 |
| 5.   | Vallecamonica Sebino | 29 | 18 | 9  | 9  | 36 | 35 | 1,029 | 1 561 | 1 545 | 1,010 |
| 6.   | Castelfranco         | 19 | 18 | 7  | 11 | 27 | 39 | 0,692 | 1 392 | 1 520 | 0,916 |
| 7.   | CLAI Imola           | 19 | 18 | 6  | 12 | 25 | 40 | 0,625 | 1 376 | 1 490 | 0,923 |
| 8.   | Casalmaggiore        | 16 | 18 | 5  | 13 | 22 | 46 | 0,478 | 1 395 | 1 573 | 0,887 |
| 9.   | Lecco Picco          | 14 | 18 | 4  | 14 | 20 | 43 | 0,465 | 1 277 | 1 487 | 0,859 |
| 10.  | Mondovì              | 11 | 18 | 4  | 14 | 18 | 44 | 0,409 | 1 275 | 1 475 | 0,864 |

      Qualificata alla pool promozione.
      Qualificata alla pool salvezza.

#### Girone B

##### Risultati
| Prima giornata |                          |     |                            |
|                |                          |     |                            |
| 06-10          | Offanengo - Trentino     | 1-3 | 19-25, 24-26, 27-25, 13-25 |
| 06-10          | Concorezzo - Hermaea     | 3-0 | 25-20, 25-21, 25-20        |
| 06-10          | Altino - Alba            | 0-3 | 17-25, 15-25, 17-25        |
| 05-10          | Melendugno - Fratte      | 3-1 | 28-26, 26-28, 25-23, 25-22 |
| 05-10          | Esperia - Futura Giovani | 3-0 | 25-22, 25-15, 25-20        |

| Seconda giornata |                             |     |                            |
|                  |                             |     |                            |
| 13-10            | Offanengo - Melendugno      | 3-0 | 25-20, 25-20, 25-15        |
| 13-10            | Hermaea - Esperia           | 3-1 | 20-25, 25-21, 25-18, 25-22 |
| 13-10            | Fratte - Altino             | 3-1 | 22-25, 26-24, 25-15, 25-11 |
| 13-10            | Trentino - Alba             | 3-0 | 25-22, 25-19, 25-21        |
| 13-10            | Futura Giovani - Concorezzo | 3-1 | 25-15, 21-25, 25-13, 25-21 |

| Terza giornata |                           |     |                                  |
|                |                           |     |                                  |
| 20-10          | Altino - Offanengo        | 1-3 | 22-25, 19-25, 25-16, 20-25       |
| 19-10          | Alba - Hermaea            | 3-1 | 23-25, 25-21, 25-14, 25-21       |
| 20-10          | Futura Giovani - Trentino | 2-3 | 18-25, 30-28, 27-25, 22-25, 5-15 |
| 20-10          | Fratte - Esperia          | 3-1 | 25-23, 21-25, 25-21, 25-20       |
| 19-10          | Melendugno - Concorezzo   | 3-1 | 25-19, 25-19, 27-29, 27-25       |

| Quarta giornata |                          |     |                                   |
|                 |                          |     |                                   |
| 27-10           | Esperia - Offanengo      | 2-3 | 25-23, 21-25, 23-25, 25-20, 13-15 |
| 27-10           | Hermaea - Futura Giovani | 0-3 | 22-25, 11-25, 13-25               |
| 27-10           | Altino - Melendugno      | 0-3 | 11-25, 22-25, 24-26               |
| 26-10           | Trentino - Fratte        | 3-2 | 24-26, 25-18, 26-24, 21-25, 15-12 |
| 27-10           | Concorezzo - Alba        | 2-3 | 19-25, 25-18, 25-21, 19-25, 12-15 |

| Quinta giornata |                        |     |                                   |
|                 |                        |     |                                   |
| 03-11           | Offanengo - Concorezzo | 3-0 | 25-15, 25-17, 25-21               |
| 03-11           | Fratte - Hermaea       | 3-1 | 25-21, 22-25, 25-18, 25-18        |
| 03-11           | Trentino - Altino      | 3-1 | 24-26, 25-21, 25-21, 25-23        |
| 03-11           | Alba - Futura Giovani  | 2-3 | 25-20, 30-32, 25-15, 16-25, 12-15 |
| 03-11           | Esperia - Melendugno   | 2-3 | 18-25, 18-25, 25-19, 25-15, 13-15 |

| Sesta giornata |                         |     |                                   |
|                |                         |     |                                   |
| 27-11          | Hermaea - Offanengo     | 3-2 | 25-22, 21-25, 25-22, 17-25, 15-13 |
| 10-11          | Concorezzo - Altino     | 2-3 | 28-30, 25-20, 23-25, 25-20, 13-15 |
| 10-11          | Melendugno - Trentino   | 1-3 | 23-25, 25-21, 17-25, 14-25        |
| 10-11          | Futura Giovani - Fratte | 3-0 | 25-17, 25-15, 25-18               |
| 10-11          | Alba - Esperia          | 1-3 | 25-19, 20-25, 16-25, 25-27        |

| Settima giornata |                            |     |                            |
|                  |                            |     |                            |
| 17-11            | Offanengo - Futura Giovani | 0-3 | 17-25, 15-25, 16-25        |
| 17-11            | Melendugno - Hermaea       | 0-3 | 24-26, 21-25, 18-25        |
| 17-11            | Altino - Esperia           | 0-3 | 15-25, 18-25, 20-25        |
| 17-11            | Trentino - Concorezzo      | 3-1 | 25-22, 25-23, 22-25, 25-10 |
| 17-11            | Fratte - Alba              | 3-0 | 25-16, 25-22, 25-16        |

| Ottava giornata |                         |     |                                   |
|                 |                         |     |                                   |
| 24-11           | Fratte - Offanengo      | 2-3 | 25-23, 25-18, 27-29, 23-25, 10-15 |
| 24-11           | Hermaea - Trentino      | 3-1 | 25-22, 25-15, 21-25, 31-29        |
| 24-11           | Futura Giovani - Altino | 3-0 | 25-11, 25-20, 25-21               |
| 24-11           | Esperia - Concorezzo    | 3-0 | 25-17, 25-21, 28-26               |
| 24-11           | Alba - Melendugno       | 1-3 | 25-27, 25-20, 17-25, 27-29        |

| Nona giornata |                             |     |                                   |
|               |                             |     |                                   |
| 01-12         | Offanengo - Alba            | 3-1 | 23-25, 25-22, 25-20, 29-27        |
| 01-12         | Altino - Hermaea            | 0-3 | 19-25, 21-25, 22-25               |
| 01-12         | Trentino - Esperia          | 3-2 | 26-28, 26-24, 25-21, 21-25, 15-11 |
| 01-12         | Concorezzo - Fratte         | 3-1 | 25-18, 16-25, 25-22, 25-21        |
| 01-12         | Melendugno - Futura Giovani | 1-3 | 16-25, 17-25, 25-18, 24-26        |

| Decima giornata |                          |     |                                   |
|                 |                          |     |                                   |
| 08-12           | Trentino - Offanengo     | 3-2 | 25-8, 25-27, 23-25, 25-22, 15-13  |
| 08-12           | Hermaea - Concorezzo     | 3-1 | 25-15, 25-22, 23-25, 25-23        |
| 08-12           | Alba - Altino            | 3-1 | 25-22, 25-14, 16-25, 25-14        |
| 08-12           | Fratte - Melendugno      | 3-2 | 21-25, 25-19, 25-17, 13-25, 15-12 |
| 09-12           | Futura Giovani - Esperia | 3-0 | 25-20, 25-22, 25-23               |

| Undicesima giornata |                             |     |                            |
|                     |                             |     |                            |
| 15-12               | Melendugno - Offanengo      | 3-0 | 25-20, 25-16, 25-17        |
| 14-12               | Esperia - Hermaea           | 3-0 | 25-17, 25-21, 25-21        |
| 15-12               | Altino - Fratte             | 0-3 | 13-25, 21-25, 14-25        |
| 15-12               | Alba - Trentino             | 0-3 | 19-25, 26-28, 23-25        |
| 15-12               | Concorezzo - Futura Giovani | 1-3 | 21-25, 23-25, 25-23, 23-25 |

| Dodicesima giornata |                           |     |                                   |
|                     |                           |     |                                   |
| 22-12               | Offanengo - Altino        | 3-0 | 25-16, 25-20, 25-21               |
| 22-12               | Hermaea - Alba            | 3-2 | 21-25, 18-25, 26-24, 25-21, 15-12 |
| 22-12               | Trentino - Futura Giovani | 2-3 | 25-21, 25-16, 19-25, 22-25, 13-15 |
| 22-12               | Esperia - Fratte          | 3-0 | 25-18, 25-17, 25-18               |
| 22-12               | Concorezzo - Melendugno   | 0-3 | 17-25, 22-25, 17-25               |

| Tredicesima giornata |                          |     |                                   |
|                      |                          |     |                                   |
| 26-12                | Offanengo - Esperia      | 2-3 | 22-25, 22-25, 25-5, 25-20, 11-15  |
| 26-12                | Futura Giovani - Hermaea | 3-0 | 25-18, 25-10, 25-14               |
| 26-12                | Melendugno - Altino      | 3-1 | 25-14, 25-18, 21-25, 25-16        |
| 29-12                | Fratte - Trentino        | 2-3 | 18-25, 25-21, 22-25, 25-20, 11-15 |
| 26-12                | Alba - Concorezzo        | 3-1 | 25-19, 25-18, 21-25, 25-17        |

| Quattordicesima giornata |                        |     |                                   |
|                          |                        |     |                                   |
| 05-01                    | Concorezzo - Offanengo | 2-3 | 25-20, 25-22, 21-25, 16-25, 9-15  |
| 05-01                    | Hermaea - Fratte       | 2-3 | 25-21, 28-26, 27-29, 17-25, 11-15 |
| 05-01                    | Altino - Trentino      | 0-3 | 19-25, 17-25, 15-25               |
| 05-01                    | Futura Giovani - Alba  | 3-2 | 25-19, 16-25, 21-25, 25-12, 15-11 |
| 05-01                    | Melendugno - Esperia   | 3-1 | 25-20, 18-25, 25-22, 26-24        |

| Quindicesima giornata |                         |     |                                   |
|                       |                         |     |                                   |
| 12-01                 | Offanengo - Hermaea     | 3-1 | 21-25, 25-20, 25-14, 26-24        |
| 12-01                 | Altino - Concorezzo     | 3-1 | 25-12, 22-25, 27-25, 25-23        |
| 12-01                 | Trentino - Melendugno   | 1-3 | 25-18, 23-25, 23-25, 23-25        |
| 12-01                 | Fratte - Futura Giovani | 3-0 | 29-27, 25-21, 26-24               |
| 11-01                 | Esperia - Alba          | 2-3 | 25-19, 22-25, 14-25, 25-16, 11-15 |

| Sedicesima giornata |                            |     |                            |
|                     |                            |     |                            |
| 18-01               | Futura Giovani - Offanengo | 3-1 | 25-19, 17-25, 25-21, 25-17 |
| 19-01               | Hermaea - Melendugno       | 3-1 | 20-25, 25-23, 25-22, 25-15 |
| 18-01               | Esperia - Altino           | 3-1 | 23-25, 25-20, 25-23, 25-20 |
| 19-01               | Concorezzo - Trentino      | 1-3 | 12-25, 26-24, 19-25, 14-25 |
| 19-01               | Alba - Fratte              | 0-3 | 18-25, 23-25, 23-25        |

| Diciassettesima giornata |                         |     |                                   |
|                          |                         |     |                                   |
| 26-01                    | Offanengo - Fratte      | 3-1 | 25-23, 12-25, 28-26, 25-17        |
| 26-01                    | Trentino - Hermaea      | 3-0 | 25-21, 30-28, 25-19               |
| 26-01                    | Altino - Futura Giovani | 0-3 | 11-25, 21-25, 18-25               |
| 26-01                    | Concorezzo - Esperia    | 2-3 | 20-25, 25-22, 25-20, 22-25, 13-15 |
| 26-01                    | Melendugno - Alba       | 2-3 | 31-29, 18-25, 25-23, 12-25, 12-15 |

| Diciottesima giornata |                             |     |                            |
|                       |                             |     |                            |
| 01-02                 | Alba - Offanengo            | 3-0 | 25-18, 25-21, 27-25        |
| 02-02                 | Hermaea - Altino            | 3-0 | 25-11, 25-16, 25-18        |
| 01-02                 | Esperia - Trentino          | 3-1 | 25-23, 21-25, 25-22, 25-18 |
| 02-02                 | Fratte - Concorezzo         | 3-0 | 25-11, 26-24, 25-21        |
| 02-02                 | Futura Giovani - Melendugno | 3-1 | 21-25, 25-16, 25-21, 25-18 |

##### Classifica
| Pos. | Squadra        | Pt | G  | V  | P  | SV | SP | Ratio | PF    | PS    | Ratio |
| ---- | -------------- | -- | -- | -- | -- | -- | -- | ----- | ----- | ----- | ----- |
| 1.   | Futura Giovani | 43 | 18 | 15 | 3  | 47 | 20 | 2,350 | 1 543 | 1 340 | 1,151 |
| 2.   | Trentino       | 38 | 18 | 14 | 4  | 47 | 27 | 1,741 | 1 738 | 1 558 | 1,116 |
| 3.   | Esperia        | 32 | 18 | 10 | 8  | 41 | 31 | 1,323 | 1 608 | 1 538 | 1,046 |
| 4.   | Fratte         | 31 | 18 | 10 | 8  | 39 | 31 | 1,258 | 1 582 | 1 508 | 1,049 |
| 5.   | Melendugno     | 31 | 18 | 10 | 8  | 38 | 32 | 1,188 | 1 557 | 1 556 | 1,001 |
| 6.   | Offanengo      | 30 | 18 | 10 | 8  | 38 | 34 | 1,118 | 1 567 | 1 558 | 1,006 |
| 7.   | Hermaea        | 26 | 18 | 9  | 9  | 32 | 35 | 0,914 | 1 454 | 1 519 | 0,957 |
| 8.   | Alba           | 24 | 18 | 8  | 10 | 33 | 39 | 0,846 | 1 587 | 1 559 | 1,018 |
| 9.   | Concorezzo     | 10 | 18 | 2  | 16 | 22 | 49 | 0,449 | 1 468 | 1 666 | 0,881 |
| 10.  | Altino         | 5  | 18 | 2  | 16 | 12 | 51 | 0,235 | 1 221 | 1 523 | 0,802 |

      Qualificata alla pool promozione.
      Qualificata alla pool salvezza.

### Pool promozione

#### Risultati
| Prima giornata |                                       |     |                                  |
|                |                                       |     |                                  |
| 16-02          | Adolfo Consolini - Fratte             | 3-0 | 25-21, 25-19, 25-16              |
| 15-02          | Esperia - Millenium Brescia           | 1-3 | 25-22, 14-25, 22-25, 23-25       |
| 16-02          | Vallecamonica Sebino - Futura Giovani | 0-3 | 19-25, 25-27, 16-25              |
| 16-02          | Melendugno - Sant'Anna                | 1-3 | 22-25, 25-19, 16-25, 19-25       |
| 16-02          | Trentino - Helvia Recina              | 2-3 | 25-21, 25-23, 21-25, 15-25, 8-15 |

| Seconda giornata |                                   |     |                                   |
|                  |                                   |     |                                   |
| 19-02            | Futura Giovani - Adolfo Consolini | 0-3 | 21-25, 23-25, 19-25               |
| 19-02            | Millenium Brescia - Trentino      | 1-3 | 21-25, 14-25, 25-21, 14-25        |
| 20-02            | Fratte - Vallecamonica Sebino     | 3-2 | 25-18, 18-25, 25-23, 23-25, 15-13 |
| 19-02            | Sant'Anna - Esperia               | 3-1 | 25-18, 25-16, 25-27, 25-15        |
| 19-02            | Helvia Recina - Melendugno        | 3-1 | 25-20, 25-16, 20-25, 25-16        |

| Terza giornata |                                |     |                                   |
|                |                                |     |                                   |
| 23-02          | Adolfo Consolini - Trentino    | 3-1 | 25-17, 28-30, 26-24, 25-22        |
| 23-02          | Melendugno - Millenium Brescia | 1-3 | 22-25, 25-20, 23-25, 22-25        |
| 23-02          | Vallecamonica Sebino - Esperia | 1-3 | 21-25, 20-25, 25-23, 26-28        |
| 23-02          | Sant'Anna - Futura Giovani     | 2-3 | 23-25, 25-16, 20-25, 25-21, 11-15 |
| 23-02          | Helvia Recina - Fratte         | 3-0 | 25-20, 25-20, 25-19               |

| Quarta giornata |                                    |     |                                   |
|                 |                                    |     |                                   |
| 02-03           | Melendugno - Adolfo Consolini      | 1-3 | 25-17, 16-25, 21-25, 21-25        |
| 03-03           | Futura Giovani - Millenium Brescia | 2-3 | 28-26, 22-25, 25-16, 21-25, 11-15 |
| 01-03           | Trentino - Vallecamonica Sebino    | 3-0 | 25-14, 26-24, 25-16               |
| 02-03           | Fratte - Sant'Anna                 | 3-2 | 25-19, 21-25, 25-23, 19-25, 15-11 |
| 01-03           | Esperia - Helvia Recina            | 0-3 | 16-25, 29-31, 22-25               |

| Quinta giornata |                                   |     |                            |
|                 |                                   |     |                            |
| 09-03           | Adolfo Consolini - Esperia        | 3-0 | 25-23, 25-19, 25-21        |
| 09-03           | Millenium Brescia - Fratte        | 1-3 | 23-25, 27-25, 17-25, 26-28 |
| 09-03           | Vallecamonica Sebino - Melendugno | 1-3 | 22-25, 22-25, 25-15, 20-25 |
| 08-03           | Trentino - Sant'Anna              | 1-3 | 23-25, 18-25, 28-26, 16-25 |
| 09-03           | Helvia Recina - Futura Giovani    | 3-1 | 25-14, 25-17, 22-25, 25-16 |

| Sesta giornata |                                       |     |                            |
|                |                                       |     |                            |
| 13-03          | Fratte - Adolfo Consolini             | 1-3 | 16-25, 25-14, 19-25, 26-28 |
| 12-03          | Millenium Brescia - Esperia           | 3-0 | 25-23, 25-18, 25-17        |
| 12-03          | Futura Giovani - Vallecamonica Sebino | 3-1 | 23-25, 25-16, 25-16, 25-16 |
| 12-03          | Sant'Anna - Melendugno                | 0-3 | 19-25, 22-25, 15-25        |
| 12-03          | Helvia Recina - Trentino              | 3-1 | 25-17, 25-14, 20-25, 25-20 |

| Settima giornata |                                   |     |                            |
|                  |                                   |     |                            |
| 16-03            | Adolfo Consolini - Futura Giovani | 3-0 | 25-20, 25-17, 25-15        |
| 16-03            | Trentino - Millenium Brescia      | 3-1 | 21-25, 28-26, 25-21, 25-15 |
| 16-03            | Vallecamonica Sebino - Fratte     | 1-3 | 25-19, 21-25, 15-25, 23-25 |
| 16-03            | Esperia - Sant'Anna               | 0-3 | 19-25, 19-25, 18-25        |
| 16-03            | Melendugno - Helvia Recina        | 0-3 | 18-25, 21-25, 22-25        |

| Ottava giornata |                                |     |                                   |
|                 |                                |     |                                   |
| 22-03           | Trentino - Adolfo Consolini    | 1-3 | 22-25, 25-18, 20-25, 19-25        |
| 21-03           | Millenium Brescia - Melendugno | 3-1 | 25-23, 25-19, 22-25, 29-27        |
| 22-03           | Esperia - Vallecamonica Sebino | 1-3 | 22-25, 22-25, 25-17, 20-25        |
| 22-03           | Futura Giovani - Sant'Anna     | 3-2 | 24-26, 25-18, 23-25, 25-20, 15-11 |
| 22-03           | Fratte - Helvia Recina         | 1-3 | 25-14, 19-25, 24-26, 17-25        |

| Nona giornata |                                    |     |                                   |
|               |                                    |     |                                   |
| 26-03         | Adolfo Consolini - Melendugno      | 3-0 | 25-16, 25-17, 25-19               |
| 26-03         | Millenium Brescia - Futura Giovani | 1-3 | 27-25, 22-25, 18-25, 15-25        |
| 26-03         | Vallecamonica Sebino - Trentino    | 3-2 | 16-25, 25-21, 25-21, 16-25, 15-12 |
| 26-03         | Sant'Anna - Fratte                 | 1-3 | 21-25, 25-20, 22-25, 23-25        |
| 26-03         | Helvia Recina - Esperia            | 3-0 | 26-24, 25-20, 25-20               |

| Decima giornata |                                   |     |                                   |
|                 |                                   |     |                                   |
| 29-03           | Esperia - Adolfo Consolini        | 1-3 | 30-32, 25-23, 17-25, 22-25        |
| 29-03           | Fratte - Millenium Brescia        | 3-2 | 25-20, 21-25, 25-20, 22-25, 15-11 |
| 29-03           | Melendugno - Vallecamonica Sebino | 3-1 | 22-25, 25-21, 25-17, 25-23        |
| 29-03           | Sant'Anna - Trentino              | 3-0 | 25-16, 25-14, 25-21               |
| 29-03           | Futura Giovani - Helvia Recina    | 3-1 | 28-26, 13-25, 25-18, 25-23        |

#### Classifica
| Pos. | Squadra              | Pt | G  | V  | P  | SV | SP | Ratio | PF    | PS    | Ratio |
| ---- | -------------------- | -- | -- | -- | -- | -- | -- | ----- | ----- | ----- | ----- |
| 1.   | Adolfo Consolini     | 76 | 28 | 25 | 3  | 80 | 21 | 3,810 | 2 425 | 2 030 | 1,195 |
| 2.   | Helvia Recina        | 68 | 28 | 23 | 5  | 74 | 24 | 3,083 | 2 349 | 1 954 | 1,202 |
| 3.   | Futura Giovani       | 60 | 28 | 21 | 7  | 68 | 39 | 1,744 | 2 417 | 2 205 | 1,096 |
| 4.   | Sant'Anna            | 60 | 28 | 20 | 8  | 71 | 42 | 1,690 | 2 582 | 2 296 | 1,125 |
| 5.   | Trentino             | 49 | 28 | 17 | 11 | 64 | 50 | 1,280 | 2 598 | 2 447 | 1,062 |
| 6.   | Millenium Brescia    | 47 | 28 | 16 | 12 | 60 | 50 | 1,200 | 2 492 | 2 451 | 1,017 |
| 7.   | Fratte               | 46 | 28 | 16 | 12 | 59 | 52 | 1,135 | 2 479 | 2 416 | 1,026 |
| 8.   | Melendugno           | 40 | 28 | 13 | 15 | 52 | 55 | 0,945 | 2 360 | 2 414 | 0,978 |
| 9.   | Esperia              | 35 | 28 | 11 | 17 | 48 | 59 | 0,814 | 2 360 | 2 406 | 0,981 |
| 10.  | Vallecamonica Sebino | 35 | 28 | 11 | 17 | 49 | 62 | 0,790 | 2 392 | 2 477 | 0,966 |

      Promossa in Serie A1.
      Qualificata ai play-off promozione.

### Play-off promozione

#### Tabellone
|  | Semifinali | Semifinali     | Semifinali | Semifinali | Semifinali |   |   | Finale        | Finale | Finale | Finale | Finale |  |
|  |            |                |            |            |            |   |   |               |        |        |        |        |  |
|  | 2          | Helvia Recina  | 3          | 2          | 3          |   |   |               |        |        |        |        |  |
|  | 2          | Helvia Recina  | 3          | 2          | 3          |   |   |               |        |        |        |        |  |
|  | 5          | Trentino       | 1          | 3          | 1          |   |   |               |        |        |        |        |  |
|  | 5          | Trentino       | 1          | 3          | 1          |   | 2 | Helvia Recina | 3      | 3      |        |        |  |
|  |            |                |            |            |            |   | 2 | Helvia Recina | 3      | 3      |        |        |  |
|  |            |                | 4          | Sant'Anna  | 0          | 1 |   |               |        |        |        |        |  |
|  | 3          | Futura Giovani | 4          | Sant'Anna  | 0          | 1 | 1 | 0             |        |        |        |        |  |
|  | 3          | Futura Giovani |            |            |            |   |   |               |        |        |        |        |  |
|  | 4          | Sant'Anna      | 3          | 3          |            |   |   |               |        |        |        |        |  |

#### Risultati

##### Semifinali
| Gara 1 |                            |     |                            |
|        |                            |     |                            |
| 06-04  | Helvia Recina - Trentino   | 3-1 | 25-23, 18-25, 25-20, 26-24 |
| 06-04  | Futura Giovani - Sant'Anna | 1-3 | 24-26, 18-25, 25-19, 23-25 |

| Gara 2 |                            |     |                                   |
|        |                            |     |                                   |
| 09-04  | Trentino - Helvia Recina   | 3-2 | 25-23, 27-25, 21-25, 18-25, 15-12 |
| 09-04  | Sant'Anna - Futura Giovani | 3-0 | 25-17, 25-10, 25-18               |

| Gara 3 |                          |     |                            |
|        |                          |     |                            |
| 13-04  | Helvia Recina - Trentino | 3-1 | 23-25, 25-14, 25-17, 25-15 |

##### Finale
| Gara 1 |                           |     |                     |
|        |                           |     |                     |
| 20-04  | Helvia Recina - Sant'Anna | 3-0 | 25-22, 25-12, 25-16 |

| Gara 2 |                           |     |                            |
|        |                           |     |                            |
| 23-04  | Sant'Anna - Helvia Recina | 1-3 | 25-18, 19-25, 23-25, 21-25 |

### Pool salvezza

#### Risultati
| Prima giornata |                           |     |                                   |
|                |                           |     |                                   |
| 16-02          | CLAI Imola - Offanengo    | 3-2 | 20-25, 25-15, 25-22, 21-25, 17-15 |
| 16-02          | Concorezzo - Castelfranco | 3-0 | 25-22, 25-18, 25-22               |
| 15-02          | Casalmaggiore - Hermaea   | 3-0 | 25-23, 25-16, 25-23               |
| 16-02          | Lecco Picco - Alba        | 3-2 | 25-18, 20-25, 19-25, 25-19, 15-12 |
| 16-02          | Altino - Mondovì          | 3-2 | 25-23, 25-22, 19-25, 20-25, 15-9  |

| Seconda giornata |                         |     |                                  |
|                  |                         |     |                                  |
| 19-02            | Hermaea - CLAI Imola    | 3-2 | 24-26, 25-14, 25-15, 20-25, 15-9 |
| 19-02            | Castelfranco - Altino   | 0-3 | 14-25, 23-25, 22-25              |
| 19-02            | Alba - Casalmaggiore    | 3-1 | 25-22, 25-14, 20-25, 25-20       |
| 19-02            | Offanengo - Lecco Picco | 2-3 | 25-18, 25-23, 14-25, 24-26, 8-15 |
| 19-02            | Mondovì - Concorezzo    | 3-0 | 25-14, 25-21, 25-13              |

| Terza giornata |                            |     |                                   |
|                |                            |     |                                   |
| 23-02          | Alba - CLAI Imola          | 3-0 | 25-20, 25-21, 25-23               |
| 22-02          | Hermaea - Castelfranco     | 2-3 | 25-22, 25-23, 27-29, 18-25, 14-16 |
| 23-02          | Concorezzo - Casalmaggiore | 3-2 | 25-16, 19-25, 25-22, 24-26, 15-8  |
| 23-02          | Altino - Lecco Picco       | 1-3 | 20-25, 22-25, 25-22, 16-25        |
| 23-02          | Offanengo - Mondovì        | 3-0 | 25-17, 25-23, 25-19               |

| Quarta giornata |                           |     |                                  |
|                 |                           |     |                                  |
| 02-03           | CLAI Imola - Altino       | 0-3 | 21-25, 21-25, 20-25              |
| 02-03           | Castelfranco - Alba       | 3-1 | 26-24, 25-18, 23-25, 25-17       |
| 01-03           | Casalmaggiore - Offanengo | 3-2 | 19-25, 25-22, 25-22, 21-25, 15-5 |
| 02-03           | Lecco Picco - Concorezzo  | 3-1 | 18-25, 25-22, 25-20, 25-23       |
| 02-03           | Mondovì - Hermaea         | 0-3 | 21-25, 15-25, 33-35              |

| Quinta giornata |                          |     |                                   |
|                 |                          |     |                                   |
| 09-03           | Concorezzo - CLAI Imola  | 2-3 | 22-25, 25-22, 25-21, 16-25, 11-15 |
| 09-03           | Offanengo - Castelfranco | 3-2 | 18-25, 19-25, 25-15, 25-22, 15-11 |
| 09-03           | Casalmaggiore - Altino   | 3-0 | 25-23, 25-21, 25-20               |
| 09-03           | Hermaea - Lecco Picco    | 3-1 | 25-20, 25-22, 19-25, 25-15        |
| 09-03           | Mondovì - Alba           | 1-3 | 24-26, 25-19, 22-25, 18-25        |

| Sesta giornata |                           |     |                                   |
|                |                           |     |                                   |
| 16-03          | Offanengo - CLAI Imola    | 0-3 | 25-27, 22-25, 21-25               |
| 16-03          | Castelfranco - Concorezzo | 3-1 | 18-25, 25-18, 25-23, 25-19        |
| 16-03          | Hermaea - Casalmaggiore   | 3-0 | 25-11, 25-19, 25-19               |
| 16-03          | Alba - Lecco Picco        | 0-3 | 18-25, 23-25, 22-25               |
| 16-03          | Mondovì - Altino          | 2-3 | 25-15, 22-25, 26-24, 17-25, 15-17 |

| Settima giornata |                         |     |                            |
|                  |                         |     |                            |
| 22-03            | CLAI Imola - Hermaea    | 3-0 | 25-21, 25-13, 25-21        |
| 23-03            | Altino - Castelfranco   | 1-3 | 25-17, 20-25, 21-25, 22-25 |
| 22-03            | Casalmaggiore - Alba    | 3-0 | 25-17, 25-21, 25-21        |
| 23-03            | Lecco Picco - Offanengo | 3-0 | 25-15, 25-21, 25-19        |
| 23-03            | Concorezzo - Mondovì    | 0-3 | 19-25, 19-25, 17-25        |

| Ottava giornata |                            |     |                            |
|                 |                            |     |                            |
| 30-03           | CLAI Imola - Alba          | 3-0 | 25-19, 25-23, 25-21        |
| 30-03           | Castelfranco - Hermaea     | 3-1 | 25-23, 19-25, 25-21, 25-12 |
| 29-03           | Casalmaggiore - Concorezzo | 3-0 | 25-15, 25-20, 25-18        |
| 30-03           | Lecco Picco - Altino       | 3-1 | 25-20, 24-26, 25-21, 25-22 |
| 30-03           | Mondovì - Offanengo        | 0-3 | 20-25, 16-25, 22-25        |

| Nona giornata |                           |     |                                   |
|               |                           |     |                                   |
| 06-04         | Altino - CLAI Imola       | 1-3 | 16-25, 25-19, 10-25, 23-25        |
| 06-04         | Alba - Castelfranco       | 2-3 | 26-24, 28-30, 19-25, 25-17, 13-15 |
| 06-04         | Offanengo - Casalmaggiore | 0-3 | 21-25, 19-25, 21-25               |
| 06-04         | Concorezzo - Lecco Picco  | 1-3 | 17-25, 18-25, 25-21, 12-25        |
| 06-04         | Hermaea - Mondovì         | 3-0 | 25-17, 25-15, 25-22               |

| Decima giornata |                          |     |                                   |
|                 |                          |     |                                   |
| 13-04           | CLAI Imola - Concorezzo  | 3-0 | 25-22, 25-12, 25-10               |
| 13-04           | Castelfranco - Offanengo | 3-0 | 25-14, 25-15, 26-24               |
| 13-04           | Altino - Casalmaggiore   | 0-3 | 12-25, 11-25, 18-25               |
| 13-04           | Lecco Picco - Hermaea    | 3-0 | 25-19, 25-23, 25-18               |
| 13-04           | Alba - Mondovì           | 2-3 | 25-18, 25-16, 25-27, 22-25, 14-16 |

#### Classifica
| Pos. | Squadra       | Pt | G  | V  | P  | SV | SP | Ratio | PF    | PS    | Ratio |
| ---- | ------------- | -- | -- | -- | -- | -- | -- | ----- | ----- | ----- | ----- |
| 1.   | Hermaea       | 41 | 28 | 14 | 14 | 50 | 53 | 0,943 | 2 259 | 2 296 | 0,984 |
| 2.   | Offanengo     | 41 | 28 | 13 | 15 | 53 | 57 | 0,930 | 2 353 | 2 396 | 0,982 |
| 3.   | Castelfranco  | 39 | 28 | 14 | 14 | 50 | 56 | 0,893 | 2 291 | 2 383 | 0,961 |
| 4.   | CLAI Imola    | 39 | 28 | 13 | 15 | 48 | 54 | 0,889 | 2 203 | 2 254 | 0,977 |
| 5.   | Lecco Picco   | 39 | 28 | 13 | 15 | 48 | 54 | 0,889 | 2 180 | 2 288 | 0,953 |
| 6.   | Casalmaggiore | 37 | 28 | 12 | 16 | 46 | 57 | 0,807 | 2 177 | 2 290 | 0,951 |
| 7.   | Alba          | 36 | 28 | 11 | 17 | 49 | 62 | 0,790 | 2 442 | 2 434 | 1,003 |
| 8.   | Mondovì       | 21 | 28 | 7  | 21 | 32 | 67 | 0,478 | 2 065 | 2 304 | 0,896 |
| 9.   | Concorezzo    | 16 | 28 | 4  | 24 | 33 | 75 | 0,440 | 2 197 | 2 515 | 0,874 |
| 10.  | Altino        | 15 | 28 | 6  | 22 | 28 | 73 | 0,384 | 2 020 | 2 385 | 0,847 |

      Retrocessa in Serie B1.

## Statistiche
| Rendimento individuale | Rendimento individuale | Rendimento individuale | Rendimento individuale |
| Pos.                   | Nome                   | Punti                  | Squadra                |
| ---------------------- | ---------------------- | ---------------------- | ---------------------- |
| 1                      | Bintu Diop             | 664                    | Sant'Anna              |
| 2                      | Ivonee Montaño         | 643                    | Casalmaggiore          |
| 3                      | Clara Decortes         | 603                    | Helvia Recina          |
| 4                      | Elisa Zanette          | 499                    | Futura Giovani         |
| 5                      | Lena Große Scharmann   | 495                    | Fratte                 |
| 6                      | Alyssa Enneking        | 493                    | Futura Giovani         |
| 7                      | Emilia Weske           | 479                    | Trentino               |
| 8                      | Šiftar Siftar          | 454                    | Millenium Brescia      |
| 9                      | Valentina Zago         | 440                    | Vallecamonica Sebino   |
| 10                     | Giorgia Amoruso        | 426                    | Lecco Picco            |

| Attacchi vincenti | Attacchi vincenti    | Attacchi vincenti | Attacchi vincenti    |
| Pos.              | Nome                 | Punti             | Squadra              |
| ----------------- | -------------------- | ----------------- | -------------------- |
| 1                 | Ivonee Montaño       | 601               | Casalmaggiore        |
| 2                 | Bintu Diop           | 565               | Sant'Anna            |
| 3                 | Clara Decortes       | 539               | Helvia Recina        |
| 4                 | Alyssa Enneking      | 440               | Futura Giovani       |
| 5                 | Elisa Zanette        | 439               | Futura Giovani       |
| 6                 | Lena Große Scharmann | 431               | Fratte               |
| 7                 | Šiftar Siftar        | 385               | Millenium Brescia    |
| 8                 | Emilia Weske         | 375               | Trentino             |
| 9                 | Polina Malik         | 373               | Melendugno           |
| 10                | Valentina Zago       | 369               | Vallecamonica Sebino |

| Muri vincenti | Muri vincenti     | Muri vincenti | Muri vincenti     |
| Pos.          | Nome              | Punti         | Squadra           |
| ------------- | ----------------- | ------------- | ----------------- |
| 1             | Sara Caruso       | 111           | Helvia Recina     |
| 2             | Matilde Munarini  | 92            | Esperia           |
| 3             | Laura Bovo        | 91            | Fratte            |
| 4             | Sofia Rebora      | 90            | Futura Giovani    |
| 5             | Beatrice Molinaro | 88            | Trentino          |
| 6             | Eva Ravazzolo     | 83            | CLAI Imola        |
| 7             | Denise Meli       | 80            | Millenium Brescia |
| 7             | Betsy Nwokoye     | 80            | Casalmaggiore     |
| 9             | Chiara Riparbelli | 76            | Melendugno        |
| 10            | Claudia Consoli   | 75            | Adolfo Consolini  |

| Battute vincenti | Battute vincenti   | Battute vincenti | Battute vincenti     |
| Pos.             | Nome               | Punti            | Squadra              |
| ---------------- | ------------------ | ---------------- | -------------------- |
| 1                | Bintu Diop         | 50               | Sant'Anna            |
| 2                | Erika Esposito     | 37               | Fratte               |
| 2                | Dayana Kosareva    | 37               | Trentino             |
| 4                | Valentina Zago     | 36               | Vallecamonica Sebino |
| 5                | Giorgia Amoruso    | 34               | Lecco Picco          |
| 5                | Sofia Rebora       | 34               | Futura Giovani       |
| 5                | Veronica Taborelli | 34               | Esperia              |
| 8                | Alice Tanase       | 32               | Melendugno           |
| 9                | Teresa Bosso       | 31               | Mondovì              |
| 9                | Beatrice Molinaro  | 31               | Trentino             |
| 9                | Adji Ndoye         | 31               | Altino               |
| 9                | Chiara Riparbelli  | 31               | Melendugno           |